# Calendario internazionale femminile UCI 2010
Il calendario internazionale femminile UCI 2010 ha raggruppato le competizioni femminili di ciclismo su strada organizzate dall'Unione Ciclistica Internazionale.
Composto da 69 eventi, è iniziato il 3 febbraio con il Giro del Qatar e si è concluso il 17 ottobre con la Chrono des Nations. Ha compreso sia gli eventi della Coppa del mondo di ciclismo su strada femminile 2010 sia le due gare dei Campionati del mondo di ciclismo su strada 2010 di Melbourne.

## Gare

### Febbraio
| Data  | Prova                       | Cat. | Vincitrice     | Squadra                |
| ----- | --------------------------- | ---- | -------------- | ---------------------- |
| 3-5   | Ladies Tour of Qatar (2010) | 2.1  | Kirsten Wild   | Cervélo TestTeam Women |
| 24-28 | Women's Tour of New Zealand | 2.2  | Shelley Evans  | Nazionale statunitense |
| 27    | Omloop Het Nieuwsblad       | 1.2  | Emma Johansson | Red Sun Cycling Team   |

### Marzo
| Data  | Prova                                         | Cat. | Vincitrice     | Squadra               |
| ----- | --------------------------------------------- | ---- | -------------- | --------------------- |
| 6     | Gran Premio Brissago                          | 1.2  | annullato      |                       |
| 7     | Gran Premio Comune di Cornaredo               | 1.2  | Rasa Leleivytė | Safi-Pasta Zara       |
| 20    | Gran Premio Riparbella e Montescudaio         | 1.2  | annullato      |                       |
| 21    | Gran Premio Santa Luce e Castellina Marittima | 1.2  | annullato      |                       |
| 27-29 | Tour de India                                 | 2.2  | annullato      |                       |
| 28    | Trofeo Alfredo Binda-Comune di Cittiglio      | CDM  | Marianne Vos   | Team Nederland Bloeit |

### Aprile
| Data | Prova                                      | Cat. | Vincitrice           | Squadra                 |
| ---- | ------------------------------------------ | ---- | -------------------- | ----------------------- |
| 4    | Giro delle Fiandre                         | CDM  | Grace Verbeke        | Lotto Ladies Team       |
| 5    | Gran Prix International Dottignies         | 1.2  | Kirsten Wild         | Cervélo TestTeam Women  |
| 8    | Drentse 8 van Dwingeloo                    | 1.1  | Ina-Yoko Teutenberg  | Team HTC-Columbia Women |
| 9    | Campionati asiatici - Cronometro           | CC   | Eun Ju Son           | Nazionale sudcoreana    |
| 10   | Univé Ronde van Drenthe                    | CDM  | Loes Gunnewijk       | Team Nederland Bloeit   |
| 11   | Novilon Eurocup Ronde van Drenthe          | 1.1  | Annemiek van Vleuten | Team Nederland Bloeit   |
| 11   | Campionati asiatici - In linea             | CC   | You Jina             | Nazionale sudcoreana    |
| 17   | Ronde van Gelderland                       | 1.2  | Kirsten Wild         | Cervélo TestTeam Women  |
| 21   | Freccia Vallone                            | CDM  | Emma Pooley          | Cervélo TestTeam Women  |
| 24   | Omloop van Borsele                         | 1.2  | Kirsten Wild         | Cervélo TestTeam Women  |
| 25   | Gran Premio della Liberazione              | 1.2  | Monia Baccaille      | Team Valdarno           |
| 25   | Grote Prijs Stad Roeselare                 | 1.2  | Kirsten Wild         | Cervélo TestTeam Women  |
| 29-2 | Gracia-Orlová                              | 2.2  | Marianne Vos         | Team Nederland Bloeit   |
| 30   | Grand Prix de Suisse-Souvenir Magali Pache | 1.1  | Emma Pooley          | Cervélo TestTeam Women  |

### Maggio
| Data  | Prova                                        | Cat. | Vincitrice          | Squadra                 |
| ----- | -------------------------------------------- | ---- | ------------------- | ----------------------- |
| 1     | Grand Prix Elsy Jacobs                       | 1.1  | Emma Pooley         | Cervélo TestTeam Women  |
| 2     | Grand Prix Mameranus                         | 1.2  | Emma Johansson      | Red Sun Cycling Team    |
| 5-7   | Tour of Chongming Island                     | 2.1  | Ina-Yoko Teutenberg | Team HTC-Columbia Women |
| 8     | Campionati panamericani - Cronometro         | CC   | Ana Paola Madriñan  | Nazionale colombiana    |
| 9     | Campionati panamericani - In linea           | CC   | Shelley Evans       | Nazionale statunitense  |
| 9     | Tour of Chongming Island World Cup           | CDM  | Ina-Yoko Teutenberg | Team HTC-Columbia Women |
| 14-23 | Tour de l'Aude Cycliste Féminin              | 2.1  | Emma Pooley         | Cervélo TestTeam Women  |
| 22    | Trofeo Marta de Azpilicueta                  | 1.2  | annullato           |                         |
| 28-30 | Gran Premio Pasta Zara                       | 2.2  | annullato           |                         |
| 29    | Coupe du Monde Cycliste Féminine de Montréal | CDM  | annullata           |                         |
| 31-3  | Tour du Grand Montréal                       | 2.1  | annullato           |                         |

### Giugno
| Data  | Prova                                      | Cat. | Vincitrice          | Squadra                 |
| ----- | ------------------------------------------ | ---- | ------------------- | ----------------------- |
| 5     | Liberty Classic                            | 1.1  | Ina-Yoko Teutenberg | Team HTC-Columbia Women |
| 6     | Therme Kasseienomloop                      | 1.2  | Regina Bruins       | Cervélo TestTeam Women  |
| 6     | Gran Premio Ciudad de Valladolid           | CDM  | Charlotte Becker    | Cervélo TestTeam Women  |
| 6-10  | Tour de Prince Edward Island               | 2.2  | annullato           |                         |
| 8     | Durango-Durango Emakumeen Saria            | 1.2  | Marianne Vos        | Team Nederland Bloeit   |
| 10-13 | Iurreta-Emakumeen Bira                     | 2.1  | Claudia Häusler     | Cervélo TestTeam Women  |
| 12    | La Visite Chrono de Gatineau               | 1.2  | Evelyn Stevens      | Team HTC-Columbia Women |
| 13    | Grand Prix Cycliste de Gatineau            | 1.2  | Joëlle Numainville  | Webcor Builders         |
| 17-19 | Ster Zeeuwsche Eilanden                    | 2.2  | Kirsten Wild        | Cervélo TestTeam Women  |
| 18-20 | Giro del Trentino Internazionale Femminile | 2.1  | Emma Pooley         | Cervélo TestTeam Women  |

### Luglio
| Data  | Prova                                    | Cat. | Vincitrice             | Squadra                   |
| ----- | ---------------------------------------- | ---- | ---------------------- | ------------------------- |
| 2-11  | Giro Donne (2010)                        | 2.1  | Mara Abbott            | Nazionale statunitense    |
| 8-11  | Tour de Feminin-O cenu Českého Švýcarska | 2.2  | Trixi Worrack          | Equipe Noris Cycling      |
| 14-18 | Tour de Bretagne Féminin                 | 2.2  | annullato              |                           |
| 15    | Campionati europei - Cronometro U23      | CC   | Aleksandra Burčenkova  | Nazionale russa           |
| 17    | Gran Premio di Cento-Carnevale d'Europa  | 1.2  | Giorgia Bronzini       | Gauss-RDZ-Ormu            |
| 17    | Campionati europei - In linea U23        | CC   | Noortje Tabak          | Nazionale olandese        |
| 18    | Dwars door de Westhoek                   | 1.2  | Liesbet De Vocht       | Team Nederland Bloeit     |
| 20-25 | Thüringen Rundfahrt der Frauen           | 2.1  | Ol'ga Zabelinskaja     | Safi-Pasta Zara           |
| 22-25 | Tour Féminin en Limousin                 | 2.2  | Grete Treier           | Michela Fanini-Record-Rox |
| 30    | Open de Suède Vargarda TTT               | CDM  | Cervélo TestTeam Women | Cervélo TestTeam Women    |

### Agosto
| Data  | Prova                              | Cat. | Vincitrice           | Squadra                 |
| ----- | ---------------------------------- | ---- | -------------------- | ----------------------- |
| 1     | Open de Suède Vargarda             | CDM  | Kirsten Wild         | Cervélo TestTeam Women  |
| 7-15  | Route de France                    | 2.1  | Annemiek van Vleuten | Team Nederland Bloeit   |
| 8     | Sparkassen Giro Bochum             | 1.1  | Ellen van Dijk       | Team HTC-Columbia Women |
| 8     | Valkenburg Hills Classic           | 1.2  | Grace Verbeke        | Lotto Ladies Team       |
| 21    | Bryne Grand Prix                   | 1.2  | annullato            |                         |
| 21    | Grand Prix de Plouay               | CDM  | Emma Pooley          | Cervélo TestTeam Women  |
| 24-28 | Trophée d'Or féminin               | 2.2  | Emma Johansson       | Red Sun Cycling Team    |
| 28    | Omloop door Middag-Humsterland     | 1.2  | Vera Koedooder       | Nazionale olandese      |
| 29    | Multidigitaal.nl - Blauwe Stad TTT | 1.2  | annullato            |                         |
| 31-5  | Holland Ladies Tour                | 2.2  | Marianne Vos         | Team Nederland Bloeit   |

### Settembre
| Data  | Prova                                                | Cat. | Vincitrice      | Squadra                 |
| ----- | ---------------------------------------------------- | ---- | --------------- | ----------------------- |
| 5     | Memorial Davide Fardelli                             | 1.2  | Amber Neben     | Mx1                     |
| 7-11  | Tour Cycliste Féminin International de l'Ardèche     | 2.2  | Vicki Whitelaw  | Lotto Ladies Team       |
| 12    | Chrono Champenois                                    | 1.1  | Anne Samplonius | Nazionale canadese      |
| 12    | Rund um die Nürnberger Altstadt                      | CDM  | annullato       |                         |
| 14-19 | Giro della Toscana Femminile-Memorial Michela Fanini | 2.1  | Judith Arndt    | Team HTC-Columbia Women |
| 29    | Campionati del mondo - Cronometro                    | CM   | Emma Pooley     | Nazionale britannica    |

### Ottobre
| Data | Prova                                    | Cat. | Vincitrice       | Squadra            |
| ---- | ---------------------------------------- | ---- | ---------------- | ------------------ |
| 2    | Campionato del mondo - In linea          | CM   | Giorgia Bronzini | Nazionale italiana |
| 17   | Chrono des Nations - Les Herbiers Vendée | 1.1  | Jeannie Longo    |                    |

## Classifiche
Risultati finali.
| Pos. | Corridore            | Squadra     | Punti   |
| ---- | -------------------- | ----------- | ------- |
| 1    | Marianne Vos         | Ned. Bloeit | 1 089,5 |
| 2    | Judith Arndt         | HTC         | 944,5   |
| 3    | Kirsten Wild         | Cervélo     | 919,75  |
| 4    | Emma Johansson       | Red Sun     | 897,41  |
| 5    | Emma Pooley          | Cervélo     | 822,33  |
| 6    | Annemiek van Vleuten | Ned. Bloeit | 713,5   |
| 7    | Ina-Yoko Teutenberg  | HTC         | 704     |
| 8    | Giorgia Bronzini     | Gauss       | 598,5   |
| 9    | Grace Verbeke        | Lotto       | 409     |
| 10   | Charlotte Becker     | Cervélo     | 326,75  |

| Pos. | Squadra                | Punti    |
| ---- | ---------------------- | -------- |
| 1    | Cervélo TestTeam Women | 2 331,83 |
| 2    | Team Nederland Bloeit  | 2 099,5  |
| 3    | HTC-Columbia Women     | 2 096,32 |
| 4    | Red Sun Cycling Team   | 1 033,73 |
| 5    | Gauss-RDZ-Ormu         | 1 001    |
| 6    | Lotto Ladies Team      | 934      |
| 7    | Safi-Pasta Zara        | 740      |
| 8    | Team Valdarno          | 596      |
| 8    | Noris Cycling          | 403      |
| 10   | Team TIBCO             | 355,66   |

| Pos. | Nazione     | Punti    |
| ---- | ----------- | -------- |
| 1    | Paesi Bassi | 3 159,41 |
| 2    | Germania    | 2 516,33 |
| 3    | Regno Unito | 1 571,91 |
| 4    | Italia      | 1 229,5  |
| 5    | Svezia      | 1 123,32 |
| 6    | Stati Uniti | 1 068,32 |
| 7    | Australia   | 790,33   |
| 8    | Russia      | 674,5    |
| 9    | Belgio      | 617      |
| 10   | Lituania    | 533,5    |